# Dores de Guanhães (kommun)
Dores de Guanhães är en kommun i Brasilien.   Den ligger i delstaten Minas Gerais, i den sydöstra delen av landet, 600 km sydost om huvudstaden Brasília. Antalet invånare är 5 223.
Följande samhällen finns i Dores de Guanhães:
- Dores de Guanhães

Omgivningarna runt Dores de Guanhães är huvudsakligen savann. Runt Dores de Guanhães är det glesbefolkat, med 10 invånare per kvadratkilometer.